# Rejon drohobycki (1940–2020)
Rejon drohobycki (ukr. Дрогобицький район) dawna jednostka administracyjna Ukrainy, a wcześniej także Ukraińskiej Socjalistycznej Republiki Radzieckiej w Związku Socjalistycznych Republik Radzieckich, funkcjonująca w latach 1940–1941 i 1944–2020. Należał do obwodu drohobyckiego do 1959 roku, a po jego zniesieniu do obwodu lwowskiego. Siedzibą rejonu był Drohobycz.
Według spisu powszechnego z roku 2001 w rejonie żyło 76 300 ludzi, w tym 200 Rosjan (0,3%) i 300 (0,4%) Polaków. Na obszarze rejonu znajdowało się wydzielone miasto Truskawiec.

## Historia
Rejon drohobycki został utworzony 17 stycznia 1940 na podstawie dekretu Prezydium Rady Najwyższej USRR o podziale na rejony zachodnich obwodów USRR, kiedy to w obwodzie drohobyckim utworzono 30 rejonów, między innymi drohobycki. Po włączeniu do niego 15 sierpnia 1940 rejonu borysławskiego, rejon drohobycki objął obszary zniesionych gmin Dereżyce, Lisznia (bez gromady Nahujowice), Neudorf, Rychcice, Schodnica, Stebnik i Truskawiec oraz gromadę Wola Jakubowa ze zniesionej Dobrowlany, należące przed wojną do powiatu drohobyckiego w województwie lwowskim. Borysław i Drohobycz stanowiły miasta na prawach rejonów, i nie wchodziły w skład rejonu drohobyckiego.
Rejon drohobycki przestał istnieć wraz z wybuchem wojny niemiecko-radzieckiej 22 czerwca 1941. Jego tereny weszły w skład Landkreis Drohobycz dystryktu galicyjskiego Generalnego Gubernatorstwa.
Rejon został odtworzony 31 lipca 1944, po zajęciu tych terenów przez Armię Czerwoną.
21 stycznia 1959 rejon drohobycki zwiększono o część zniesionego rejonu dublańskiego.
21 maja 1959, w wyniku zniesienia obwodu drohobyckiego, rejon drohobycki włączono do obwodu lwowskiego.
23 września 1959 do rejonu drohobyckiego włączono część zniesionego rejonu medenickiego.
30 czerwca 1962 do rejonu drohobyckiego włączono obszar zniesionego rejonu borysławskego (dawnego podbuskiego) bez Borysławia. 
Rejon drohobycki został zlikwidowany 17 lipca 2020 w związku z reformą podziału administracyjnego Ukrainy na rejony, wchodząc w skład nowego rejonu drohobyckiego.

## Spis miejscowości
- Bolechowice (Болехівці)
- Bronica (Брониця)
- Bujnicz (Бійничі)
- Byków (Биків)
- Bystra (Бистрий)
- Bystrycia-Hirśka (Бистриця)
- Chatki Lasowe (Хатки)
- Delawa (Далява)
- Dereżyce (Дережичі)
- Dobrohostów (Доброгостів)
- Dobrowlany (Добрівляни)
- Dolny Łużek (Долішній Лужок)
- Dołhe (Довге, Довжанська-Гірська с.р.)
- Dołhe (Довге, Меденицька с.г.)
- Dorożów (Верхній Дорожів)
- Drohobycz (Дрогобич)
- Gaje Niżne (Нижні Гаї)
- Gaje Wyżne (Верхні Гаї)
- Glinne (Глинне)
- Hrud (Городківка)
- Hruszów (Грушів)
- Huta (Гута)
- Jasienica Solna (Ясениця-Сільна)
- Korosnica (Коросниця)
- Kotowania (Котоване)
- Kropiwnik Nowy (Новий Кропивник)
- Kropiwnik Stary (Старий Кропивник)
- Letnia (Летня)
- Lisznia (Лішня)
- Litynia (Літиня)
- Majdan (Майдан)
- Manaster Dereżycki (Монастир-Дережицький)
- Manaster Liszniański (Монастир-Лішнянський)
- Medenice (Меденичі)
- Michałowice (Михайлевичі)
- Modrycz (Модричі)
- Mokrzany (Мокряни)
- Nahujowice (Нагуєвичі, Івана-Франка)
- Niedźwiedza (Медвежа)
- Nowoszyce (Новошичі)
- Opaka (Опака)
- Opary (Опори)
- Ortynice (Ортиничі)
- Pereprostyna (Перепростиня)
- Poczajowice (Почаєвичі)
- Podbuż (Підбуж)
- Podmanasterek (Підмонастирок)
- Podsuche (Підсухе)
- Polminowice (Neudorf, Нове Село)
- Popiele (Попелі)
- Prusy (Бистриця)
- Rabczyce (Ріпчиці)
- Raniowice (Раневичі)
- Rolów (Ролів)
- Równe (Рівне)
- Rybnik (Рибник)
- Rychcice (Рихтичі)
- Sielec (Селець)
- Słońsko (Солонське)
- Smolna (Смільна)
- Staniła (Станиля)
- Stara Wieś (Старе Село)
- Stebnik
- Stronna (Сторона)
- Stupnica (Ступниця)
- Śniatynka (Снятинка)
- Tynów (Тинів)
- Uliczno (Уличне)
- Uniatycze (Унятичі)
- Uroż (Уріж)
- Wacowice (Залужани)
- Winniki (Винники)
- Wola Jakubowa (Воля Якубова)
- Wołoszcza (Волоща)
- Wróblewice (Вороблевичі)
- Zady (Зади)
- Załokieć (Залокоть)
- Zdzianna (Жданівка)